# Hanseat (Schiff, 1937)
Die Hanseat war ein Küstenmotorschiff, das im Jahr 1937 auf der Stader Schiffswerft mit der Baunummer 137 gefertigt wurde.

## Geschichte
Das Schiff lief am 18. Februar 1937 vom Stapel und fuhr ab dem 24. März 1937 unter dem Namen Hanseat für seinen ersten Eigner Walter Richter aus Hamburg. Ab Mai 1941 wurde es von der Kriegsmarine als Torpedotransporter genutzt. Die Rückgabe an den Eigner erfolgte am 31. Juli 1944. Nach Kriegsende wurde das Schiff am 23. Juni 1945 in Eckernförde registriert und am 6. August 1946 als Reparationsleistung an die dänische Regierung überstellt. In den folgenden Jahren ging das Schiff durch viele Hände und wechselte mehrfach den Namen: Im Mai 1947 erhielt es den Namen Ronæs, im Dezember desselben Jahres wurde es in Susanne S umgetauft; im Mai 1948 erhielt es den Namen Britannia und im Juli 1952 wurde es in Langevåg umgetauft, nachdem es nach Norwegen verkauft worden war. Dort folgten weitere Besitzerwechsel. Am 21. Oktober 1970 strandete das Schiff, konnte aber wieder flottgemacht werden. Am 8. März 1974 strandete es erneut, diesmal in der Nähe des Leuchtfeuers von Måsøy. Im Juli 1974 wurde die Langevåg geborgen und danach weiterverkauft und repariert. Auf einer Fahrt von Havøysund nach Tana, bei der lebende Fische transportiert wurden, sank sie am 30. Oktober 1975 vor dem Helnæs Fyr im Kleinen Belt an der Westspitze der dänischen Halbinsel Helnæs, nachdem ein Leck im Maschinenraum entstanden war.